# 徳力富吉郎
徳力 富吉郎（とくりき とみきちろう、明治35年（1902年）3月22日 - 平成12年（2000年）7月1日）は明治時代末期から平成時代にかけての版画家。

## 来歴
京都市の西本願寺絵所を預かる家系の12代目として生まれる。京都市立美術工芸学校に学んだ後、大正12年（1923年）に京都市立絵画専門学校を首席で卒業する。卒業後、土田麦僊に師事した。昭和3年（1928年）に国画創作家協会に日本画を出品、樗牛賞を受賞する。翌昭和4年（1929年）には麻田弁次、浅野竹二、亀井藤兵衛らとともに「京都創作版画協会」を創立した他、国画賞を受賞している。主に京都で多くの創作活動をし、仏教版画の研究を行った。この頃から富吉郎は木版を始めており、平塚運一や棟方志功らと同人誌『版』を創刊する。昭和6年（1931年）、内田基一の内田美術書肆から『創作版画花尽』という版画集を麻田、浅野、亀井らとともに出した。また、土田杏村の薦めにより版画の大衆性と芸術性の両立を目指した雑誌『大衆版画』を創刊している。第二次世界大戦後、版画製作所『まつ九』を創設、徒弟を養成した。昭和43年（1968年）から大衆版画の制作を始めており、個展も数回開催している。昭和47年（1972年）、西本願寺のための聖人足跡版画集12点を制作する。
功績により勲四等瑞宝章、京都市文化功労賞などを受賞している。

## 作品
- 「奈良興福寺」　木版画　1930年（昭和5年）
- 「京舞妓」　木版画　1930年（昭和5年）
- 「京都名所六景」　木版画　1930年（昭和5年）
- 「静物」　木版画
- 「『創作版画花尽』より桔梗花」　木版画　内田美術書肆版　1931年
- 「壬生狂言」　木版画　私家版　自刻自摺　1933年
- 「祇園町の夜更」　木版画　私家版　自刻自摺　1933年

## 著書
- 『版画随筆』
- 『日本の版画』
- 『版画入門』